# Live at Milton Keynes
Albums de Enter Shikari
Common Dreads
(2009) Tribalism
(2010)
Live at Milton Keynes ou Live at Milton Keynes, Bootleg Series - Vol. 1 est le premier album live du groupe anglais de post-hardcore Enter Shikari, publié le 15 juin 2009.

## Liste des chansons
| No  | Titre                                        | Durée |
| --- | -------------------------------------------- | ----- |
| 1.  | Enter Shikari                                | 4:14  |
| 2.  | The Feast                                    | 3:47  |
| 3.  | Return to Energiser                          | 5:47  |
| 4.  | Antyhing Can Happen in the Next Half Hour... | 6:56  |
| 5.  | Labyrinth                                    | 4:46  |
| 6.  | No Ssweat                                    | 5:56  |
| 7.  | Interlude                                    | 2:41  |
| 8.  | Sorry, You're Not a Winner                   | 7:40  |
| 9.  | Mothership                                   | 6:55  |
| 10. | OK! Time for Plan B                          | 7:28  |